# Spellblast
Spellblast é uma banda de power/folk metal da Itália, formada em 1999. Apesar de manter o estilo clássico do power metal, o álbum de estreia, Horns of Silence, lançado em 2007, possuir influência folk.

## Integrantes

### Formação atual
- Ivan Dellamorte - teclado, vocais
- Luca Arzuffi - guitarra solo
- Claudio Arsuffi - guitarra base
- Xavier Rota - baixo
- Edo - bateria
- Jonathan Spagnuolo - vocalista

### Formação original
- Kaste - vocalista
- Dibo - teclado
- Mattia - bateria
- Alberto Baldi - bateria

## Discografia

### Álbuns
- Horns of Silence (2007)
- Battlecry (2010)
- Nineteen (2014)

### Demos
- Ray of Time (2004)